# 古利·埃韦隆德
古利·埃韦隆德（瑞典語：Gurli Ewerlund，1902年10月13日—1985年6月10日），瑞典女子游泳运动员。她曾代表瑞典参加1924年夏季奥林匹克运动会游泳比赛，获得女子4×100米自由泳接力铜牌。